# 넓적꼬리도마뱀붙이
넓적꼬리도마뱀붙이(Phyllurus platurus)는 브로드테일 게코(broad-tailed gecko), 서던 리프테일 게코(southern leaf-tailed gecko), 시드니 리프테일 게코(Sydney leaf-tailed gecko)라고도 불리며, 시드니 분지(:en:Sydney Basin)에서 흔히 발견되는 도마뱀붙이류의 일종이다. 얼룩덜룩한 색깔은 나무껍질이나 바위 위에서 위장하는 데 도움을 주며, 위협을 받으면 넓고 두툼한 꼬리를 미끼로 남겨놓고 도망친다. 꼬리는 지방을 저장하는 데도 유용하다. 이 도마뱀붙이류는 애완동물로 사육할 수 있는데, 이 녀석들은 야행성 기습 사냥꾼이고, 먹이를 잡는 데 있어 위장과 매복 밖에 할 줄 모른다. 주된 먹이는 거미, 바퀴벌레, 딱정벌레, 나방 따위의 절지동물이다. 암컷은 지면의 갈라진 틈에 한두 개의 알을 낳으며 유체는 8-10주 후에 부화한다.

## 형태
길이는 주둥이에서 항문까지 9.5cm, 꼬리 끝까지 15cm이다. 피부는 얼룩덜룩한 갈색 바탕에 낮게 부푼 결절들이 온 몸을 뒤덮고 있으며, 원래의 꼬리는 색깔은 같으며, 크고 살짝 뾰족한 결절이 뒤덮고 있는 반면 다시 자라난 꼬리는 색깔이 더 짙고 결절은 뭉툭하다.

## 서식
일반적으로 시드니 분지 영역에 서식하며, 북쪽으로는 뉴캐슬에서 남쪽으로는 일라와라(en:Illawarra)에 이른다. 이 녀석들은 주로 암석이 널린 지역의 맨들맨들한 바위, 바위 표면이나 작은 바위 틈새에 서식하지만, 바위가 근처에 없다면 나무에 서식하기도 한다. 온대우림 도랑에서 건조한 경엽수림 능선에 이르는 다양한 범위의 서식지에서 살아간다. 인공 구조물에도 잘 적응하여 창고, 울타리, 옹벽, 주택 등에서 발견된다.

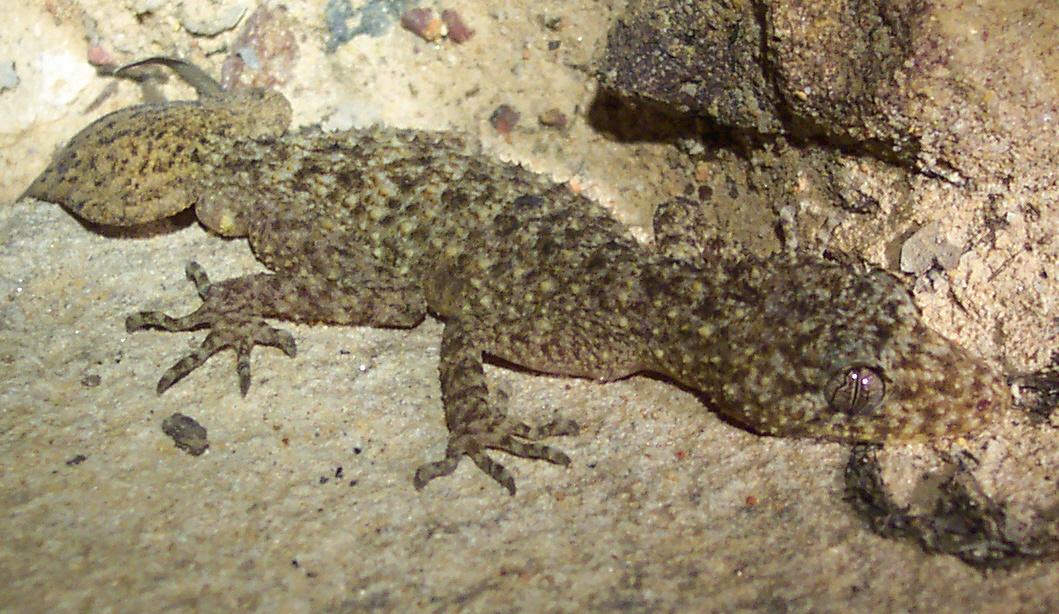
시드니에서

## 사육
키우기 쉽다고 여겨진다. 호주에서 넓적꼬리를 키우려면 면허가 있어야 하는데, 면허가 주마다 다를 수 있다.